# Гаджибеков, Али Амрахович
Али́ Амра́хович Гаджибе́ков (род. 6 августа 1989, Махачкала) — российский футболист, защитник.

## Клубная карьера
Воспитанник дагестанского футбола. В 2005 году выступал за любительский клуб «Анжи-Хазар», однако клуб вскоре снялся. В 2006 году попал в заявку «Анжи» на сезон в Первом дивизионе, за который дебютировал 28 июля 2006 года выйдя на замену Эрику Камдему Камдему на 76 минуте выездного матча против махачкалинского «Динамо». В следующем сезоне провёл 12 матчей. В сезоне 2009 года, в котором «Анжи» добился права выступать в Премьер-лиге, сыграл лишь один матч, выйдя на замену Евгению Щербакову в игре против новороссийского «Черноморца». В Премьер-лиге дебютировал 4 июля 2010 года в выездном матче против [«Зенита», причем, сыграв, из-за дефицита игроков, на позиции центрального нападающего. 13 января 2017 года Гаджибеков подписал контракт с клубом «Крылья Советов» на 3,5 года. 20 июля 2018 года подписал контракт с красноярским клубом «Енисей». В начале сентября 2021 года попал в заявку махачкалинского «Легион-Динамо». В январе 2022 года перешёл свободным агентом в казахстанский «Аксу».

## Карьера в сборной
Был вызван во вторую сборную России на матч против российской молодёжной команды и принял участие в этом матче. 31 августа 2011 года был вызван в основную сборную России, чтобы провести полноценную тренировку 11 на 11, после чего вернулся в расположение второй сборной России.

## Достижения
«Анжи»
- Победитель Первого дивизиона: 2009
- Бронзовый призёр чемпионата России: 2012/13
- Финалист Кубка России: 2012/13

## Личная жизнь
В детстве около года занимался вольной борьбой, потом ещё некоторое время — кикбоксингом. Отец Гаджибекова работал завскладом. 29 июня 2011 года женился на девушке по имени Ольга. 20 мая 2012 у Али родился сын, которого назвали Амир. В начале марта 2014 года у четы Гаджибековых родилась дочка. Его старший брат Альберт — также профессиональный футболист.